# دوتیرکی
دیپلودوکوس یا دوتیرکی یک سرده از یکی از انواع دایناسورهای خزنده کفلان گیاه‌خوار بود که فسیل آن برای اولین بار توسط ویلیستون در سال ۱۸۷۷ (میلادی) کشف گردید. نام این دایناسور از دو واژه یونانی دیپلو به معنی دوتایی و دکس به معنی تیرک است و این اسم از استخوان دوشاخه‌ای زیر دم این حیوان گرفته شده است. نخست تصور بر این بود که این نوع استخوان‌بندی در این گونه خاص یعنی دیپلودکس بی‌نظیر است. اما بعداً در دیگر اعضای خانواده دیپلوسوریدها و حتی غیر دیپلوسوریدها مانند مامنچیسور نیز یافت شد.
این دایناسور در غرب قاره آمریکای شمالی و در پایان دوره ژوراسیک زیست می‌کرد. دیپلودوکوس به راحتی میان دایناسورهای هم شکل خود که دارای گردن و دم دراز و چهار پای تنومند هستند، قابل شناسایی است. سال‌های بسیار زیادی به عنوان بلندترین دایناسور شناخته می‌شد. اندازه بزرگش مانع شکار شدنش توسط درندگانی مثل آلوسور و سراتوسور می‌شده است. بقایای فسیل این دایناسورها با دیپلودوکوس در یک لایه پیدا شده است که نشان می‌دهد آنها در یک زمان زندگی می‌کردند.
دیپلودوکوس یکی از شناخته شده‌ترین سوسمارپایان (ساروپودها) می‌باشد که یک چهارپای گردن دراز با یک دم شلاق مانند می‌باشد. پاهای جلویی به صورت بسیار جژسی کوتاه‌تر از پاهای عقبی بودند که باعث یک وضعیت افقی در حیوان می‌شده است. دم و گردن درزا جانور همراه با چهار پای تنومند به طور خودبه‌خود باعث مقایسه دیپلودکس با یک پل معلق می‌شود. در واقع این دایناسور بلندترین دایناسور شناخته شده با یک اسکلت کامل است. بخشی از تحقیقات دکتر هالوروم طول این دایناسور را بلندتر فرض کرده است اما هنوز به میزانی که قبلاً تصور می‌شد نرسیده است. برای اولین بار در سال ۱۹۹۱ دیوید ژیلت طول این دایناسور را بیشتر از ۳۰ متر تخمین زد که این طول دیپلودوکوس را بلندترین دایناسور می‌کرد (البته بجز دایناسورهایی که فسیلشان ناقص بدست آمده و ممکن است طولشان بیشتر بوده باشد مثل آمپیوکولیاس). برخی تخمین‌ها وزنش را تا ۳۰ تن برآورد می‌کردند (بیشتر فقط ۳۰ تن).

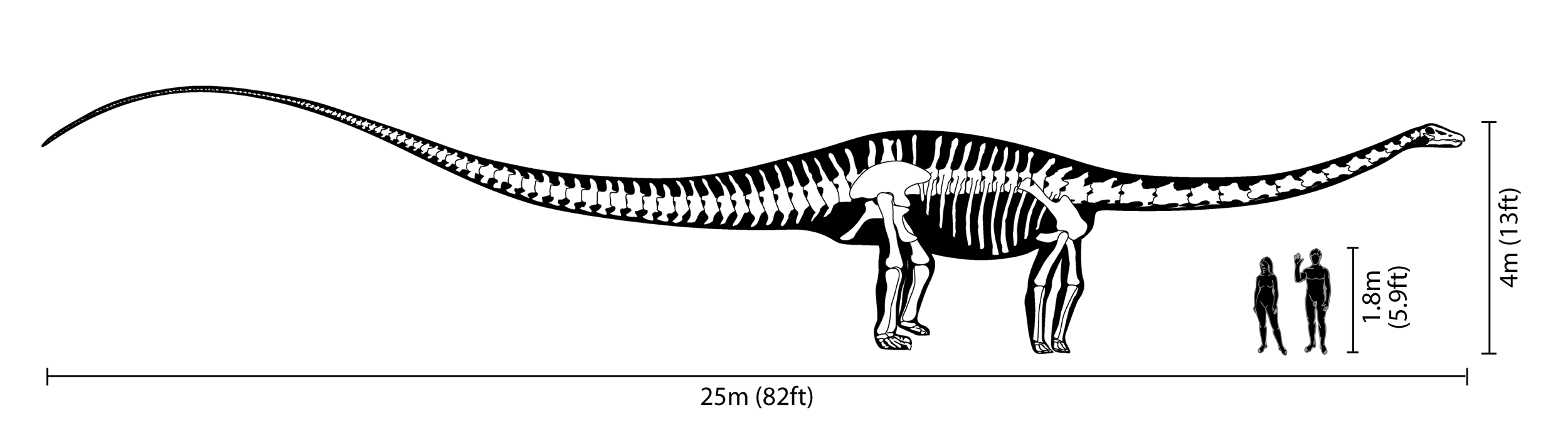
اندازه دیپلودکس نسبت به انسان

جمجمه حیوان خیلی کوچک بوده نسبت به اندازه حیوان که می‌توانسته به ۲۸ متر برسد با گردنی بیشتر از ۶ متر. دیپلودکس داریا دندان‌های میخ مانندی بود که به سمت جلو متمایل شده بودند و فقط در قسمت جلویی آرواره وجود داشتند. جای مغز کوچک بود و گردن دارای حداقل ۱۵ مهره بوده است و حالا اعتقاد بر آن است که گردن به موازات زمین قرار گرفته بوده و نمی‌توانسته زیاد به شکل عمودی بالا برود. تخمین‌های جدید که همگانی است وزنش را بین ۱۰ تا ۱۶ تن تخمین می‌زند که شامل تخمین‌های مانند ۱۰ تن، ۱۱.۵ تن، ۱۲.۷ تن و ۱۶ تن.

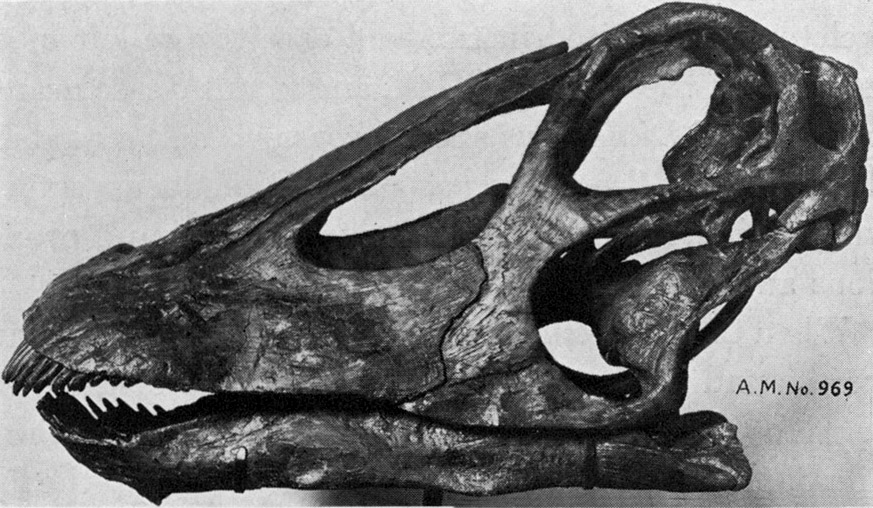
جمجمه دیپلودکس

دیپلودکس دم بلندی داشت و تقریباً ۸۰ مهره در دمش داشت که این رقم دوبرابر برخی ساروپودهای قدیمی‌تر مثل شانوسور با ۴۳ مهره و ساروپودهای هم‌دوره‌اش مانند ماکروناری‌ها (از قبیل کاماراسور با ۵۳ مهره) بود. گمانه‌زنی‌ها در مورد این است که این دم یک وسیله دفاعی بوده یا یک وسیله برای تولید صدا. شاید دم وسیله‌ای برای حفظ تعادل گردن بلند بوده است. استخوان‌ها قسمت میانی دم حیوان به صورت دوشاخه است (شکلی که نام این دایناسور هم از آن گرفته شده). آنها ممکن است که از ستون مهرها محافظت می‌کردند یا ممکن است از رگ‌های خونی در مقابل فشارهایی که دم سنگین حیوان در برخورد با زمین داشته حفاظت می‌کردند. این حالت دو شاخه‌ای استخوان‌ها در برخی حیوانات وابسته به دوتیرکی‌ها نیز دیده شده.

مانند سایر ساروپودها، دیپلودکس دارای پاهای جلویی بسیار متفاوتی بود. پنجه این دایناسور نسبت به سایر ساروپودها بزرگتر بود و ویژه یک کار مخصوص ناشناخته بوده است.

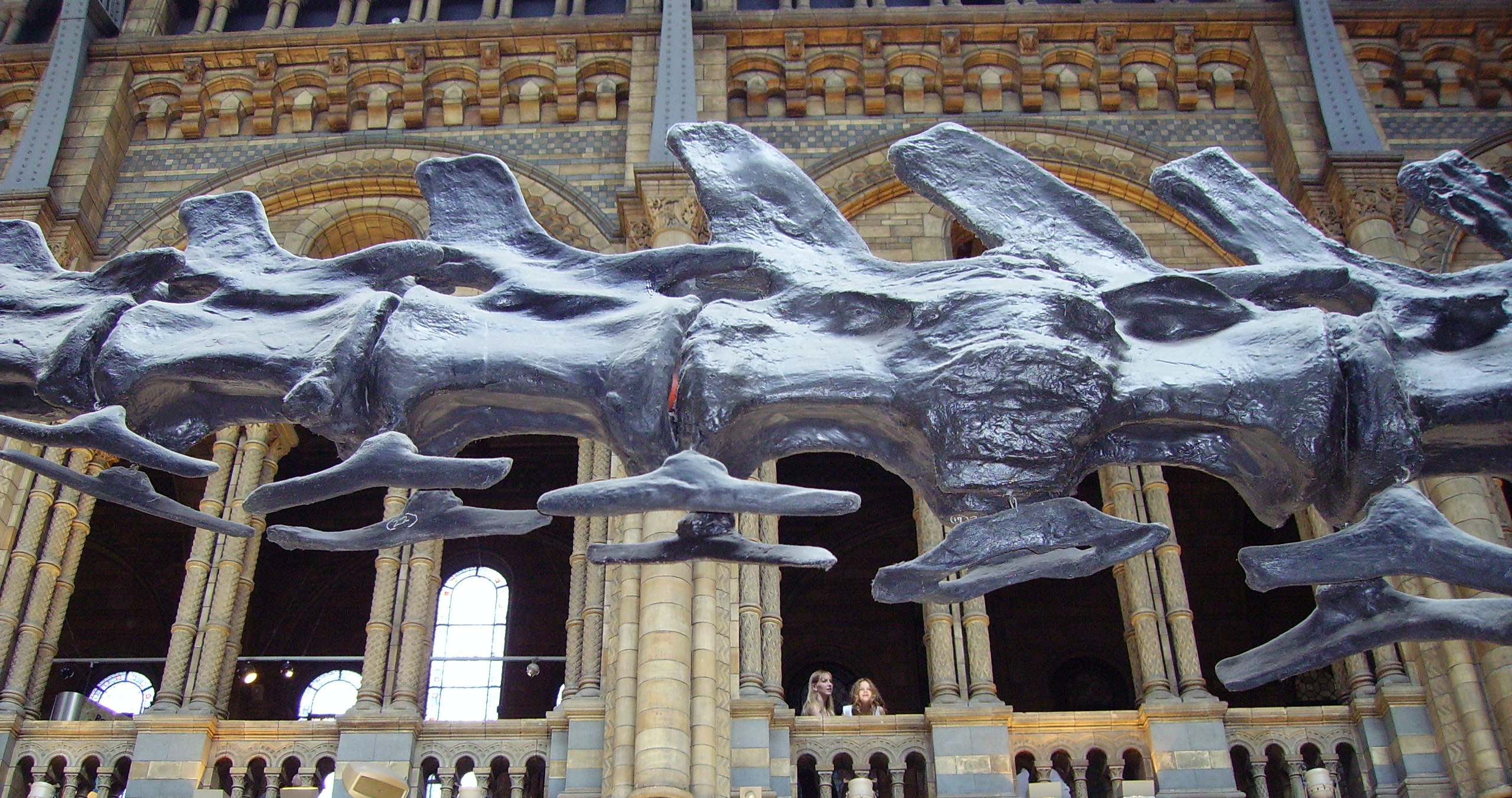
مهرهای دم و شکل دوتیرکی استخوان‌ها آن در موزه تاریخ طبیعت لندن

مطالعه‌ای این فرضیه را مطرح کرد که به خاطر محل قرار گرفتن حفره بینی این جانور آبزی بوده است. رفتارهای جانوران آبزی معمولاً در ساروپودهای دیگر مثل براچیوسور و آپاتوسور نشان داده شده است. اما پژوهشی در سال ۱۹۵۱ نشان داد که ساروپودها احتمالاً به خاطر فشار زیادی که آب به قفسه سینه‌اشان می‌آورده، نمی‌توانستند هنگامی که در آب غوطه‌ورند نفس بکشند. از سال ۱۹۷۰ به بعد نظریه‌های عمومی بر این استوار است که ساروپودها حیواناتی خشکی زی بودند که از برگ درختان تغذیه می‌کردند. تئوری اخیراً عنوان شده است که ممکن است آنها در محل‌های نزدیک به ساحل زیست می‌کردند.
آنها احتمالاً می‌توانستند به کمک دمشان بر روی دو پای خود بایستند و از برگهای تا محدوده ۱۰ متر در درختان تغذیه کنند. محدوده حرکت گردن نیز به آنها اجازه می‌داده از روی زمین نیز تغذیه کنند. یک پژوهش نیز بر روی اینکه آیا دیپلودوکوس‌ها می‌توانستند از گیاهان درون آب و کناره رودخانه‌ها نیز تغذیه بکنند صورت گرفته است. این عقیده با اندازه دست و پاها تقویت می‌شود. علاوه بر این ممکن است دندان‌های میخ مانند این دایناسور برای خوردن گیاهان نرم آبزی بکار می‌رفته است.